# Сегин (Техас)
Сеги́н (англ. Seguin) — город в США, расположенный в центральной части штата Техас, административный центр округа Гуадалупе. По данным переписи за 2010 год число жителей составляло 25 175 человек, по оценке Бюро переписи США в 2018 году в городе проживало 28 357 человек.

## История

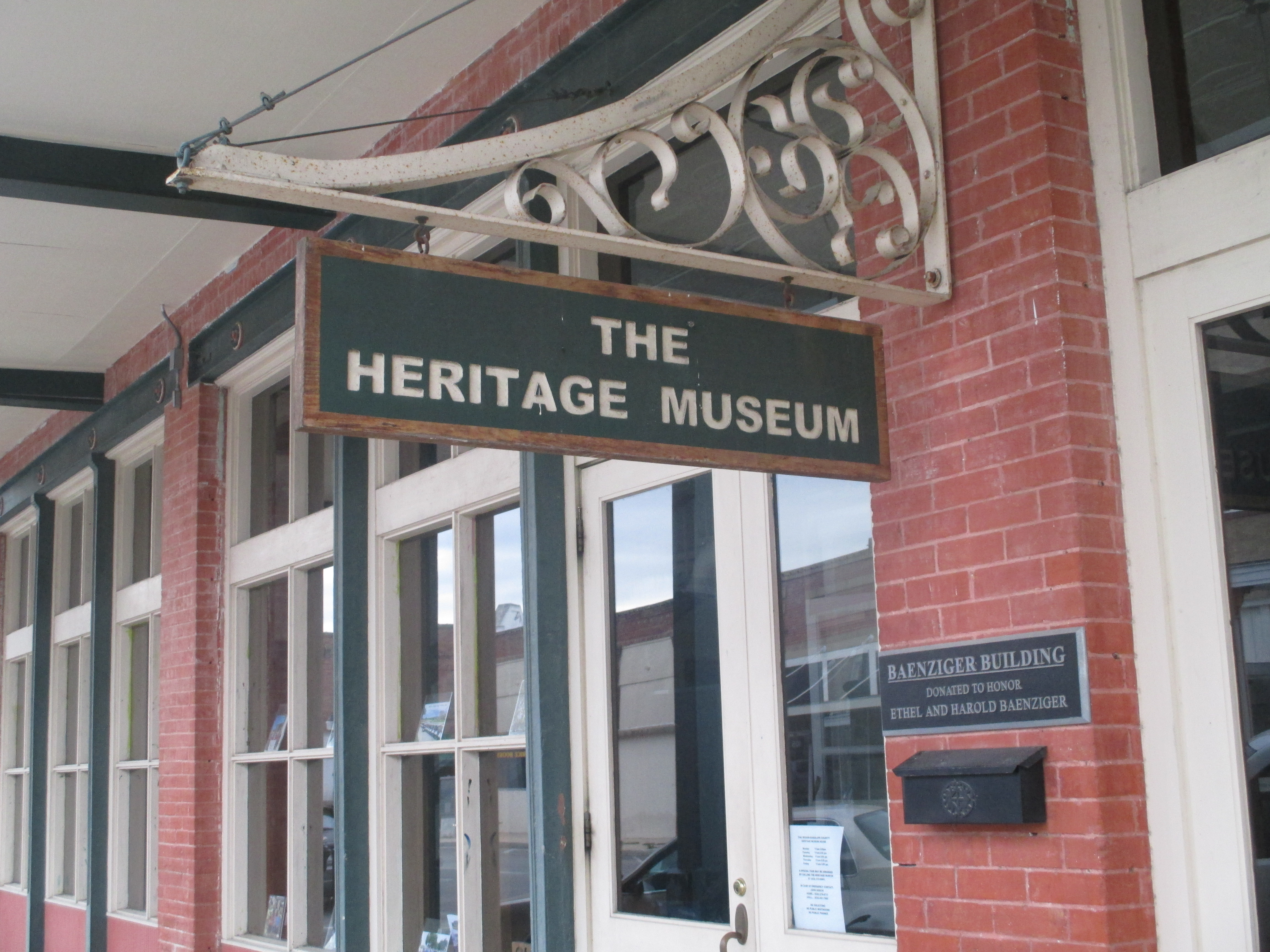
В музее наследия находятся артефакты палеоиндейской эпохи, документы афроамериканской истории, германского следа и многое другое.

### Доколумбова эпоха
На территории современного города жили индейцы, которые вели охотничий и собирательский образ жизни. Археологические раскопки указывают на то, что поселения людей в регионе были 10 000 лет назад, были найдены торговые предметы из Мексики и Аризоны. Вероятно, люди пришли сюда из-за пеканов, ореховые деревья росли в низовьях реки Гуадалупе. Когда на материк приплыли европейцы, территорию у Гуадалупе и других рек в основном заселяли представители народа тонкава. Испанские и английские поселенцы организовали фермы на месте нынешнего города.

### Ранние годы
Одним из людей, построивших ранчо на территории будущего города стал Хосе Антонио Наварро, политик и революционер Техаса. В 1831 году мексиканское правительство предоставило землю Амфрису Брэнчу. Семьи Брэнча и Джона Ньютона Сауэлла поселились в западной части колонии Грина Девитта, став первыми англоязычными поселенцами. В том же году Сауэлл стал первым английским поселенцем, вырастившим кукурузу на территории будущего округа Гуадалупе.
С 1827 по 1835 год в район нынешнего Сегина, в колонию Девитта приехало 22 семьи. К 1833 году в регионе было получено 40 документов на землю, 14 из которых были выданы непосредственно мексиканским правительством. Здесь жил Уильям Кинг, самый молодой из погибших при защите Аламо воинов. В его честь был назван один из техасских округов. Во время наступления мексиканской армии в 1835—1836 годах, поселенцы вынуждены были оставить регион.

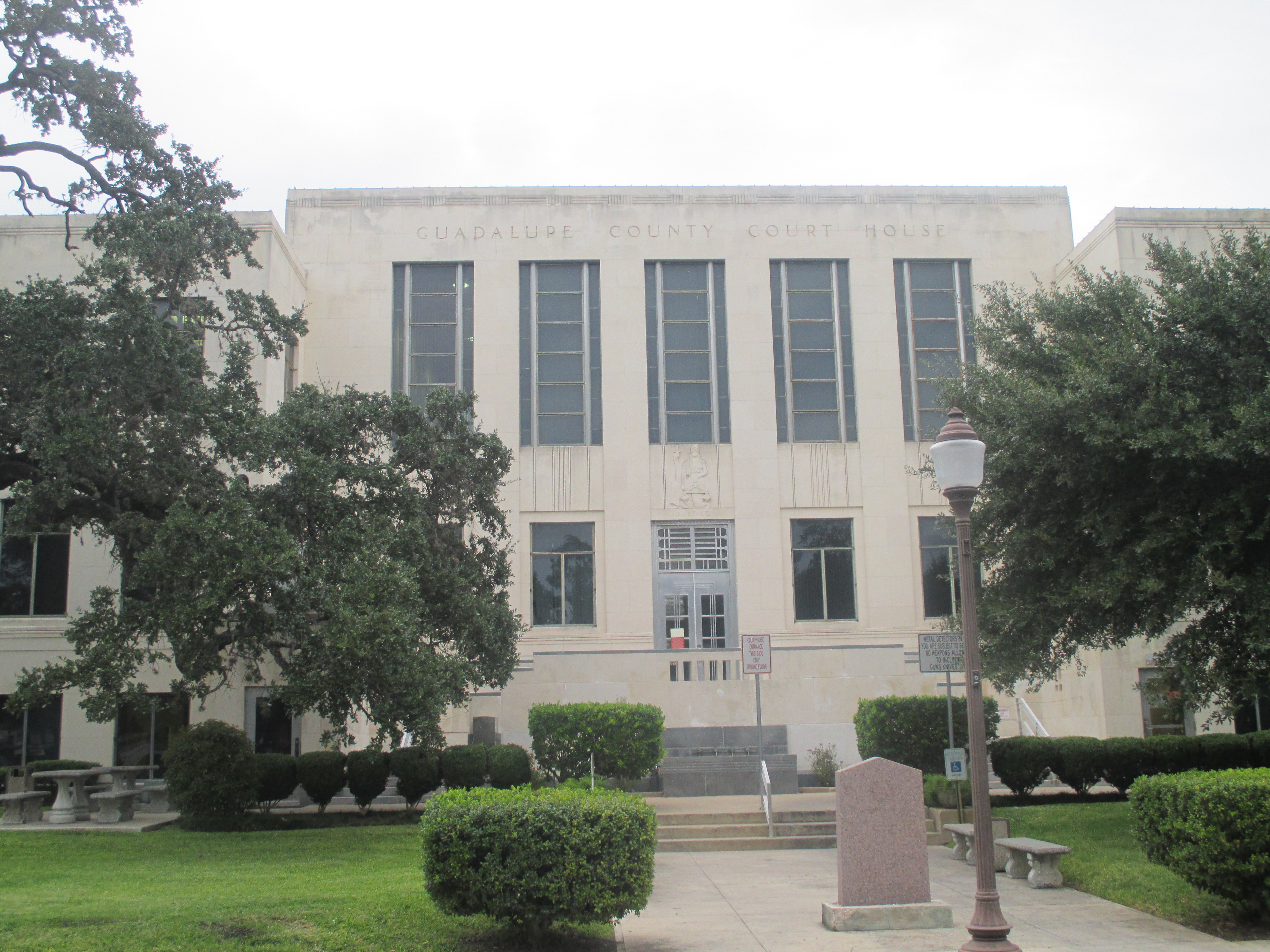
Здание суда округа Гуадалупе в стиле ар-деко.

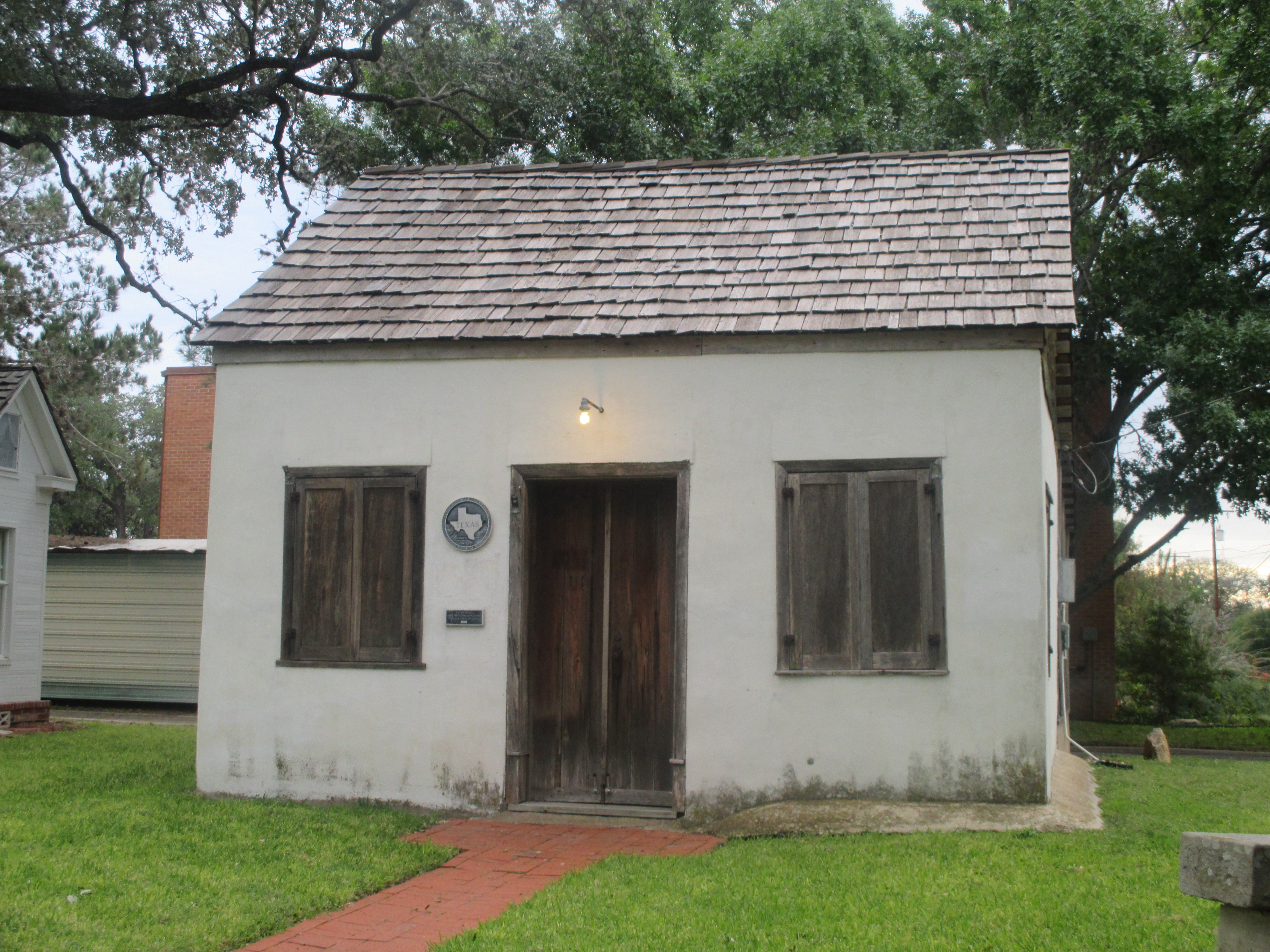
Музей Los Nogales занимает единственное здание из необожжённого кирпича, построенное в 1849 году.

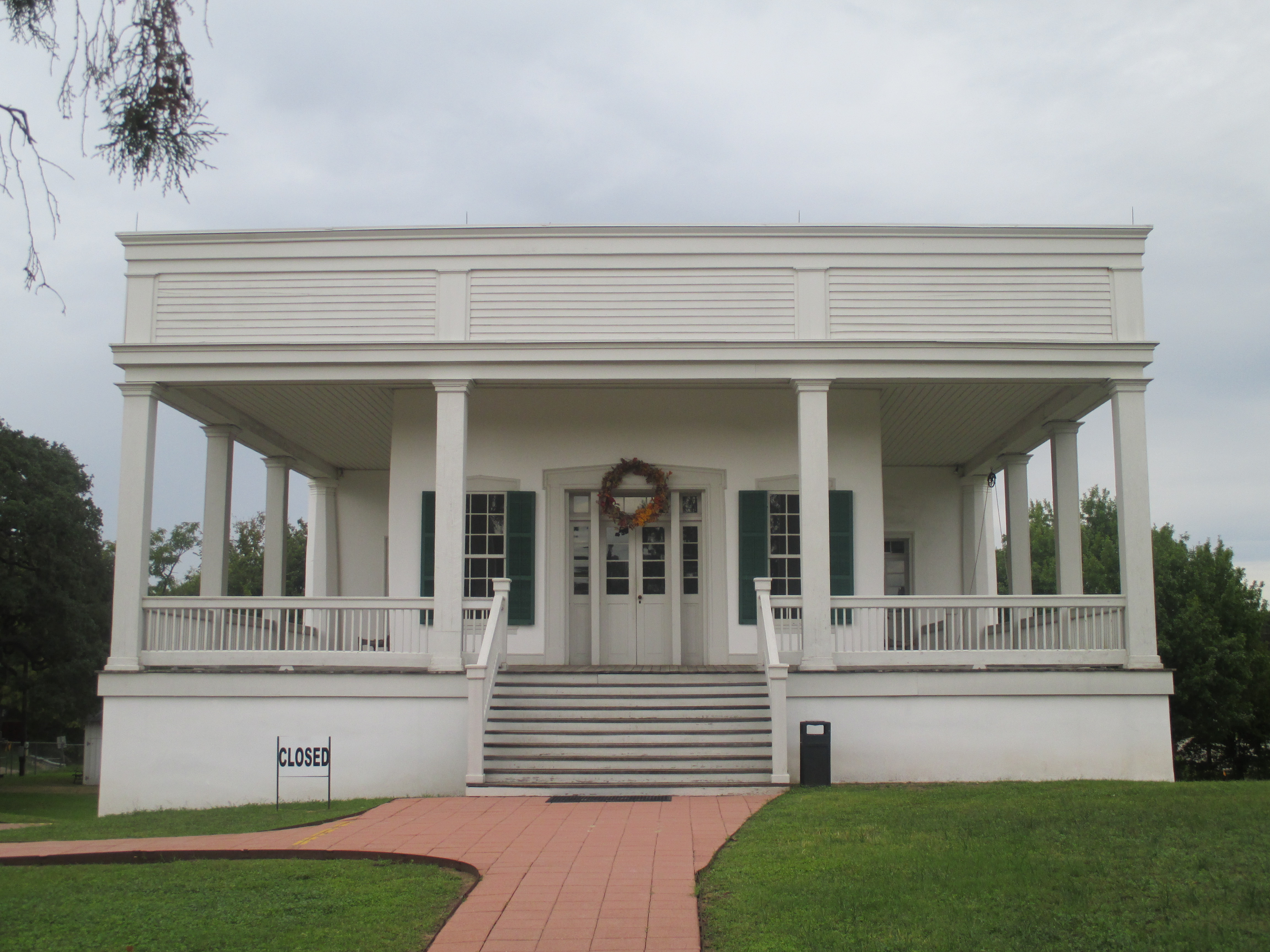
Дом Sebastopol House является одним из старейших и хорошо сохранившихся бетонных зданий к западу от Миссисипи.

### XIX век
Сегин был официально основан в 1838 году, спустя 16 месяцев после победы Техаса в битве при Сан-Хасинто и обретения независимости. Таким образом, город является одним из старейших в Техасе. После войны Джозеф Мартин выкупил гранты у Брэнча и рейнджеры Гонзалеса получили землю в своё пользование.
В то время Сегин являлся частью округа Гонзалес. Рейнджеры посчитали место подходящим для промежуточного остановочного пункта между своими местами патрулирования. Большие дубы и ореховые рощи стали пользоваться популярностью и рейнджеры разбили на этом месте свой лагерь.
Устав нового города был подписан под древним дубом тридцатью тремя рейнджерами, многие из которых помогли Мартину размечать городские земельные участки . Изначально город назывался Уолнат-Спрингс, но через 6 месяцев был переименован в честь ветерана битвы при Сан-Хасинто, сенатора республики Техас Хуана Сегина. Первоначальная разметка города включала в себя главную улицу, протяжённостью более мили с севера на юг. Улицы образовали решётку с центром на площади около здания суда, которая занимала два квартала.
К югу от города поселился шурин Сегина, ветеран битвы в Сан-Хасинто, Мануэль Флорес. Его ранчо стало приютом для беженцев из Сан-Антонио и отправной точкой контратак, когда в 1842 году войска Антонио Лопеса де Санта-Анны нападали на Бехар. Силы сопротивления возглавил техасский рейнджер Джон Коффи Хэйс, известный житель Сегина. В 1843 году Хэйс создал тренировочный пункт на базе в Сегине, призванный воспитать новых рейнджеров.
В городе похоронен полковник Джеймс Нил, командовавший крепостью Аламо незадолго до её падения. Место похорон является охраняемым историческим местом.
В 1845 году, когда Техас вошёл в состав США, был образован округ Гуадалупе, а Сегин стал административным центром округа. В 1853 году в городе появились органы местного управления. Первым мэром был назначен Джон Кинг, а на выборах мэра в том же году победил Джон Андерсон.
Когда в 1845 году колонисты из Германии под предводительством принца Карла, правителя земель Зольмса и Браунфельса, двигались от портов Галвестона и Индианолы к купленной земле, они наняли в проводники жителей Сегина Кельвина Тёрнера и Асу Сауэлл. Позже Сегин стал важным остановочным пунктом и торговым центром немецких иммигрантов, живших в Нью-Браунфелсе и Фредериксберге. Некоторые иммигранты, прослышав про нелёгкую жизнь немцев в Хилл-Кантри решили купить землю в Сегине, вместо того, чтобы двигаться дальше.
Во время реконструкции освобождённые рабы Сегина организовали собственную, Вторую баптистскую церковь, а в 1876 году появилась школа, позже названная школой Линкольна. В 1887 году был основан колледж Гуадалупе. Эти учебные заведения были построены с помощью священника Леонарда Илсли, активного борца за права афроамериканского населения из штата Мэн. Возглавил колледж бывший раб, воевавший за Союз во время гражданской войны, солдат Буффало, Уильям Бэйтон Болл. Он пользовался значительной поддержкой своего друга и благодетеля из Сан-Антонио Джорджа Бэкенриджа. В 1936 году в результате неисправности бойлера основные здания колледжа сгорели и на этом история вуза завершилась.
После того, как старейшая железная дорога Галвестон — Харрисберг — Сан-Антонио была приобретена компанией Buffalo Bayou, Brazos and Colorado Railway Company, в город провели линию железной дороги и построили депо. Позже построенная линия стала частью компании Southern Pacific Railroad, а теперь известна как основной южный путь Union Pacific.

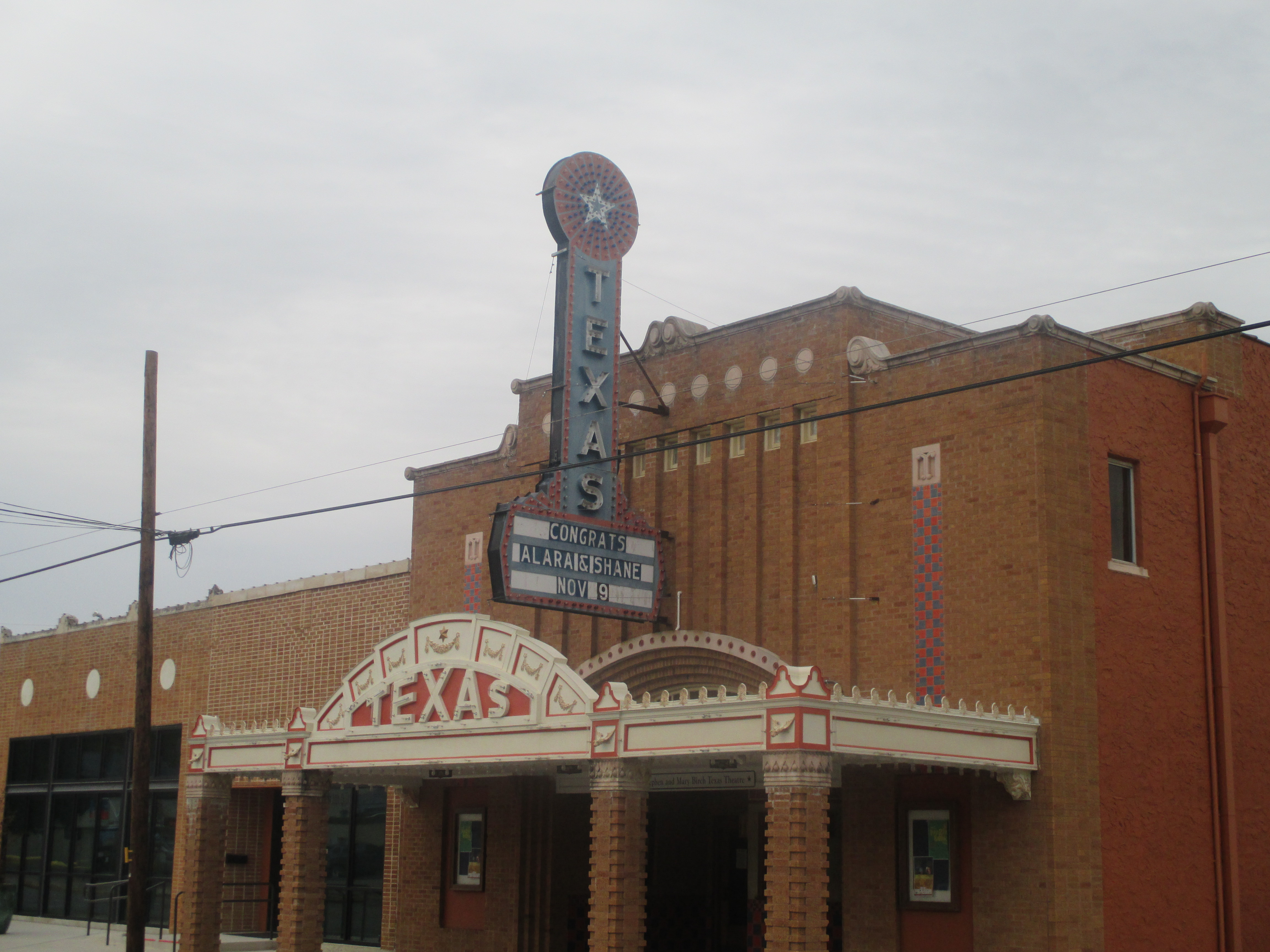
Театр The Texas Theatre, спроектированный местным жителем Марвином Эйкенрохтом, был открыт в 1931 году.

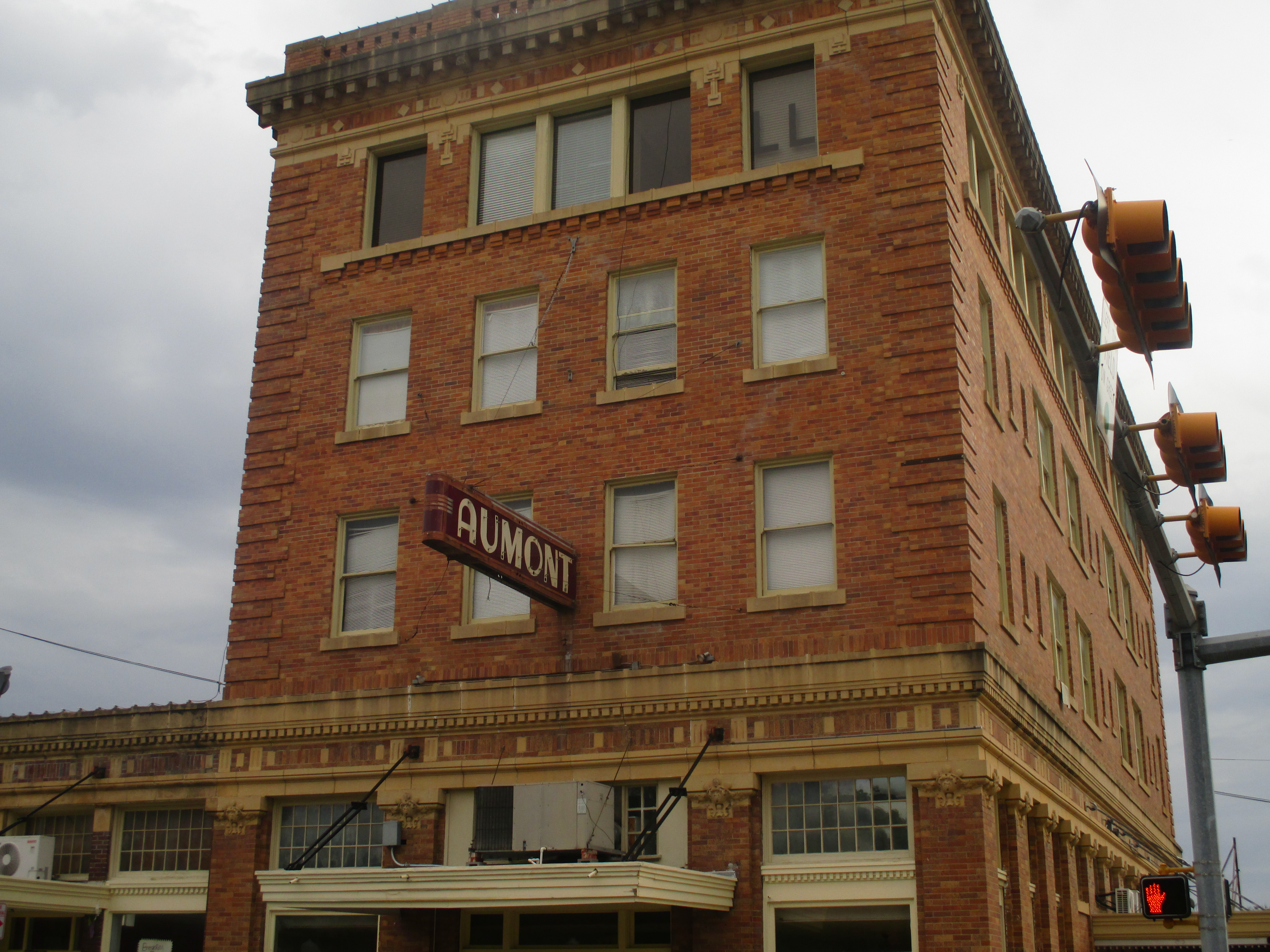
Отель Aumont, построенный в 1916 году, является частью коммерческого района. Восстановлены апартаменты и семь номеров для нефтяников.

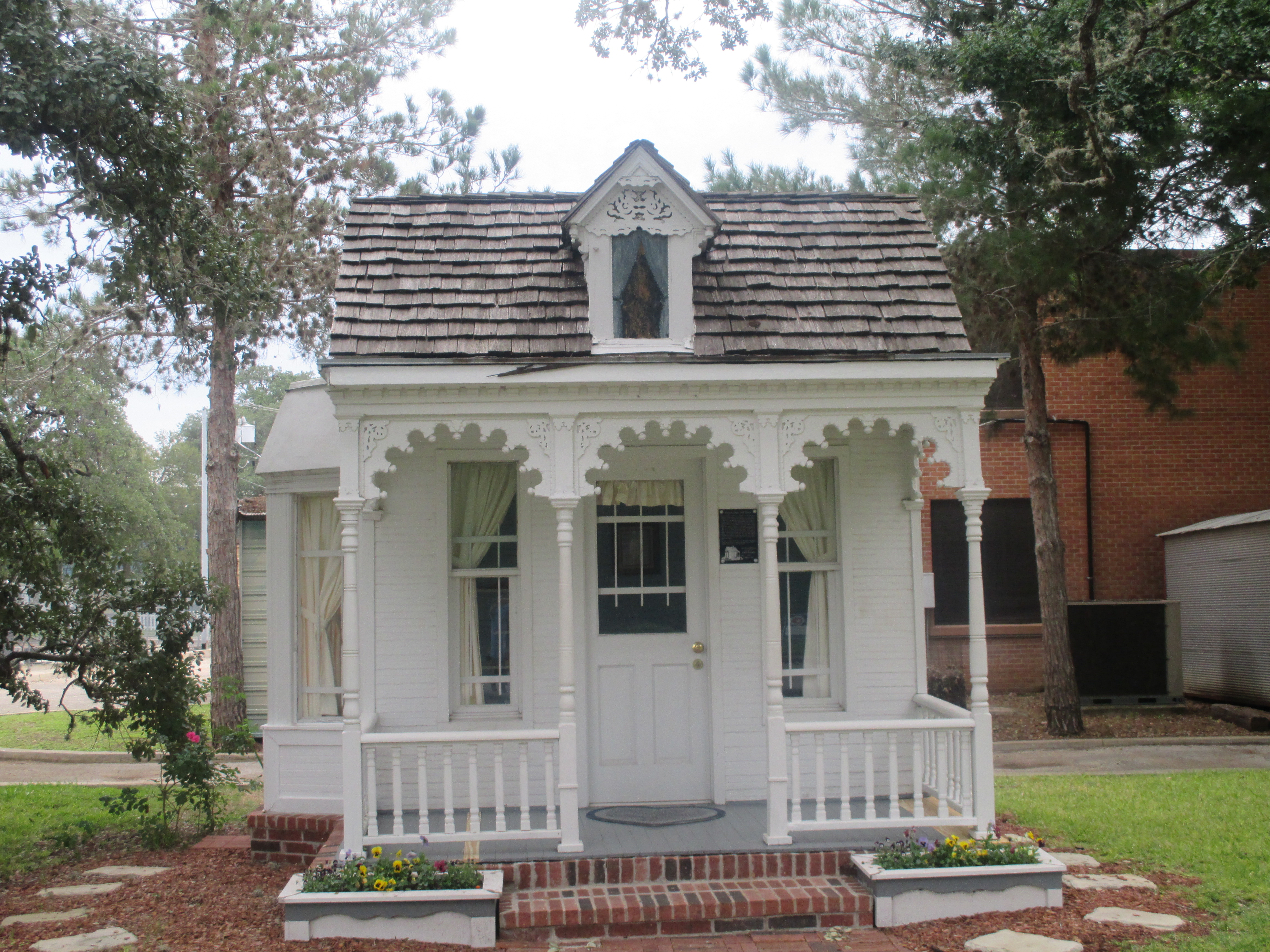
Маленький (кукольный) домик Dietz-Castilla Doll House, построенный в 1910 году, сейчас располагается рядом с музеем Los Nogales.

### XX век
Как минимум до Второй мировой войны основным источников доходов местных ферм являлся хлопок. В округе насчитывалось как минимум 12 хлопкоочистительных машин, в городе — три. Однако по сравнению со многими другими округами, агропромышленность здесь была более разнообразной, помимо хлопка выращивались кукуруза, арахис, пшеница, овёс, сахарный тростник, пекан, разводили свиней и крупный рогатый скот. Округ стал первым, в котором появилась ассоциация фермеров, выращивающих пекан, а председатель этой ассоциации в 1921 году помог основать ассоциацию штата. Из-за того, что практически рядом с каждым домом в городе росли ореховые деревья, город получил прозвище «маленький городок в большом саду».
В 1894 году небольшие мельницы на реке Гуадалупе были модернизированы и превращены в гидроэлектростанцию Генри Троллом, в 1907 дамба и электростанция были переданы городу. Появление дешёвого электричества способствовало появлению в городе хлопкоочистительных машин, мельниц, элеваторов, производств льда и мороженого, помещений для хранения охлаждённого мяса и других сельскохозяйственных построек.
В 1920-х годах город ощутил на себе влияние нефтяного бума. Несмотря на то, что все месторождения находились на другом конце округа, в районе Лулинга, оформление всех документов по продаже и аренде земли происходило при участии окружного суда, расположенного в Сегине. Позднее примерно в 25 километрах к востоку от Сегина было открыто месторождение Darst Creek Field. Сегин стал ближайшим крупным центром для месторождения, что позволило жителям сдавать комнаты для работников месторождения за наличные деньги даже в худшие времена Великой депрессии 1930-х годов. В отличие от многих других городов Сегин смог собрать достаточно налогов в те годы. Город использовал деньги для дополнения федеральных грантов на создание рабочих мест. Под руководством популярного среди населения мэра Макса Старка город претерпел значительные изменения: появилось новое почтовое отделение, галерея ар-деко, новое здание суда, тюрьма, фонтан в центральном парке, новые тротуары и ливневая канализация. В маленьком городе работали три бассейна: один для белых, второй для чёрных и третий для испаноязычных жителей города.
После Второй мировой войны в городе открылся ряд предприятий металлообработки, выпуска арматуры, оборудования для покоса травы, модулей управления электронной трансмиссией, датчиков выхлопов, армированного стекловолокна, углеродного волокна и специальных нитей. В городе было налажено производство пищевой пластиковой плёнки, предприятие Tyson Foods начало заниматься обработкой куриного мяса, а Caterpillar открыла завод по сборке дизельных двигателей.

## География
Сегин находится на северо-востоке округа, его координаты: 29°34′08″ с. ш. 97°57′53″ з. д..
Согласно данным бюро переписи США, площадь города составляет 90 квадратных километров, из которых примерно 89,4 занято сушей, а 0,5 — водное пространство.

### Климат
Согласно классификации климатов Кёппена, в Сегине преобладает влажный субтропический климат.
| Показатель                    | Янв.  | Фев.  | Март | Апр. | Май  | Июнь | Июль | Авг. | Сен. | Окт. | Нояб. | Дек. | Год   |
| ----------------------------- | ----- | ----- | ---- | ---- | ---- | ---- | ---- | ---- | ---- | ---- | ----- | ---- | ----- |
| Абсолютный максимум, °C       | 31,7  | 36,1  | 37,8 | 38,9 | 40,6 | 40   | 43,3 | 41,7 | 42,8 | 39,4 | 35    | 32,8 | 43,3  |
| Средний суточный максимум, °C | 17,2  | 19,4  | 23,4 | 27,4 | 30,6 | 34   | 35,5 | 35,9 | 32,6 | 28,4 | 22,3  | 18,3 | 27,1  |
| Средняя температура, °C       | 11,1  | 13,2  | 16,7 | 21,2 | 24,6 | 27,8 | 29,1 | 29,3 | 26,4 | 21,9 | 15,9  | 12,2 | 20,8  |
| Средний суточный минимум, °C  | 4,9   | 6,8   | 10   | 14,9 | 18,6 | 21,7 | 22,8 | 22,7 | 20,3 | 15,3 | 9,4   | 6,1  | 14,4  |
| Абсолютный минимум, °C        | −17,8 | −13,9 | −6,7 | −1,1 | 4,4  | 11,7 | 15   | 14,4 | 5    | 0,6  | −5    | −10  | −13,9 |
| Норма осадков, мм             | 13    | 17    | 10   | 24   | 42   | 37   | 114  | 182  | 169  | 63   | 68    | 56   | 793   |
| Источник: weatherbase.com     |       |       |      |      |      |      |      |      |      |      |       |      |       |

## Население
Согласно переписи населения 2010 года в городе проживало 25 175 человек, было 8794 домохозяйства и 5968 семей. Расовый состав города: 75,9 % — белые, 8 % — афроамериканцы, 0,5 % — коренные жители США, 0,9 % — азиаты, 0,0 % (10 человек) — жители Гавайев или Океании, 12 % — другие расы, 2,6 % — две и более расы. Число испаноязычных жителей любых рас составило 55,4 %.
Из 8794 домохозяйств, в 29,3 % живут дети младше 18 лет. 43,9 % домохозяйств представляли собой совместно проживающие супружеские пары (16,4 % с детьми младше 18 лет), в 17,9 % домохозяйств женщины проживали без мужей, в 6,1 % домохозяйств мужчины проживали без жён, 32,1 % домохозяйств не являлись семьями. В 27,3 % домохозяйств проживал только один человек, 13,1 % составляли одинокие пожилые люди (старше 65 лет). Средний размер домохозяйства составлял 2,68 человека. Средний размер семьи — 3,25 человека.
Население города по возрастному диапазону распределилось следующим образом: 29,5 % — жители младше 20 лет, 25,5 % находятся в возрасте от 20 до 39, 29 % — от 40 до 64, 16 % — 65 лет и старше. Средний возраст составляет 35,3 года.
Согласно данным пятилетнего опроса 2018 года, средний доход домохозяйства в Сегина составляет 48 782 доллара США в год, средний доход семьи — 59 213 долларов. Доход на душу населения в городе составляет 23 601 доллар. Около 13,3 % семей и 18,3 % населения находятся за чертой бедности. В том числе 33,5 % в возрасте до 18 лет и 12,3 % в возрасте 65 и старше.

## Местное управление
Управление городом осуществляется мэром, заместителем мэра и городским советом из семи членов.
Остальные ключевые должности:
- сити-менеджер
- помощник сити-менеджера
- городской секретарь
- финансовый директор
- городской адвокат

## Инфраструктура и транспорт
Через город проходят межштатная автомагистраль I-10, автомагистраль 90 США, а также автомагистрали штата Техас под номерами 46, 123 и платная автомагистраль штата 130.
В городе находится аэропорт Huber Airpark Civic Club LLC. Аэропорт располагает одной взлётно-посадочной полосой длиной 1041 метр. Ближайшими аэропортами, выполняющими коммерческие пассажирские рейсы, являются аэропорт Сан-Антонио и аэропорт Остин Бергстром.

## Образование

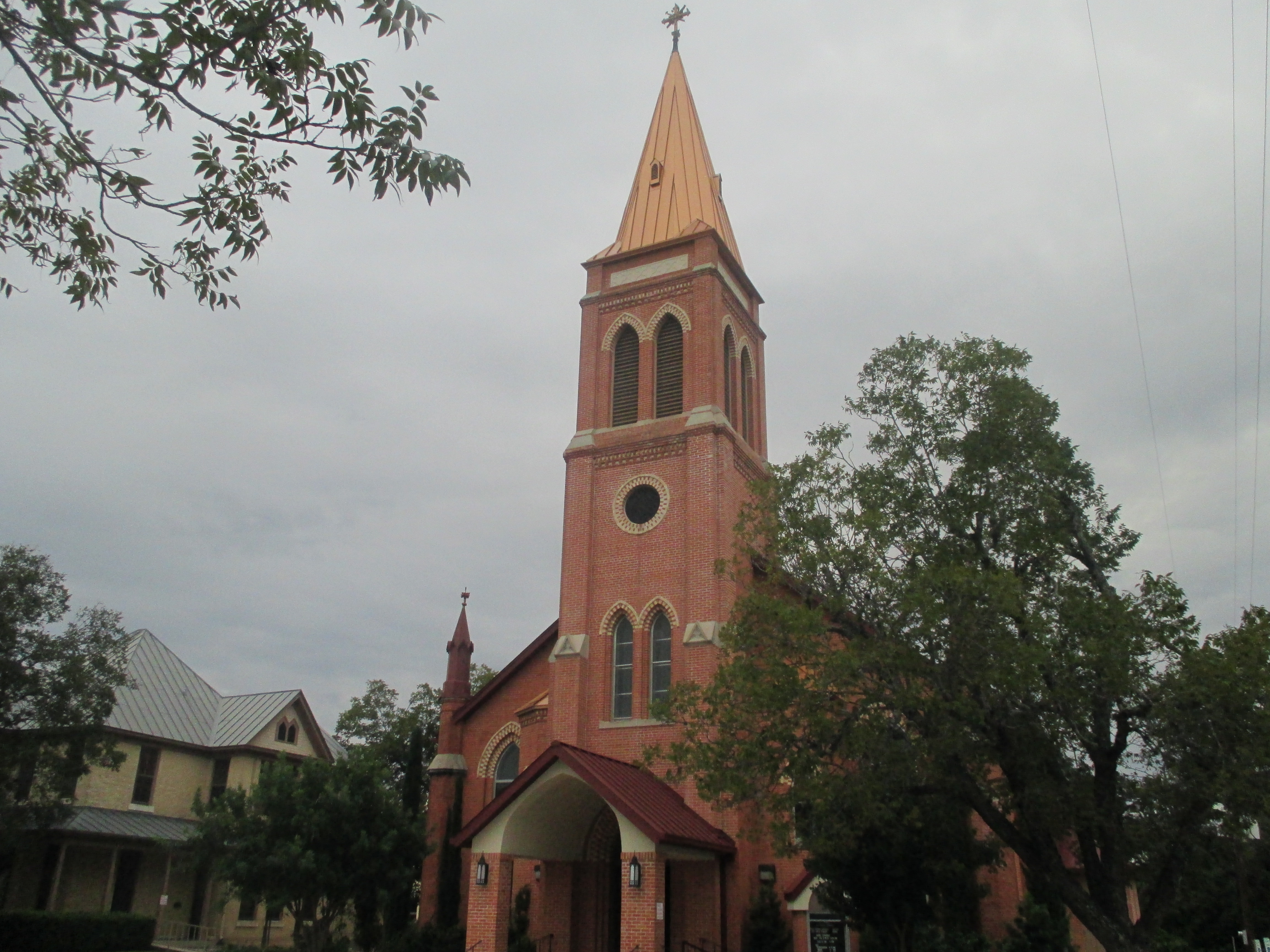
Церковь St. James Catholic Church, строительство которой велось с 1914 года.

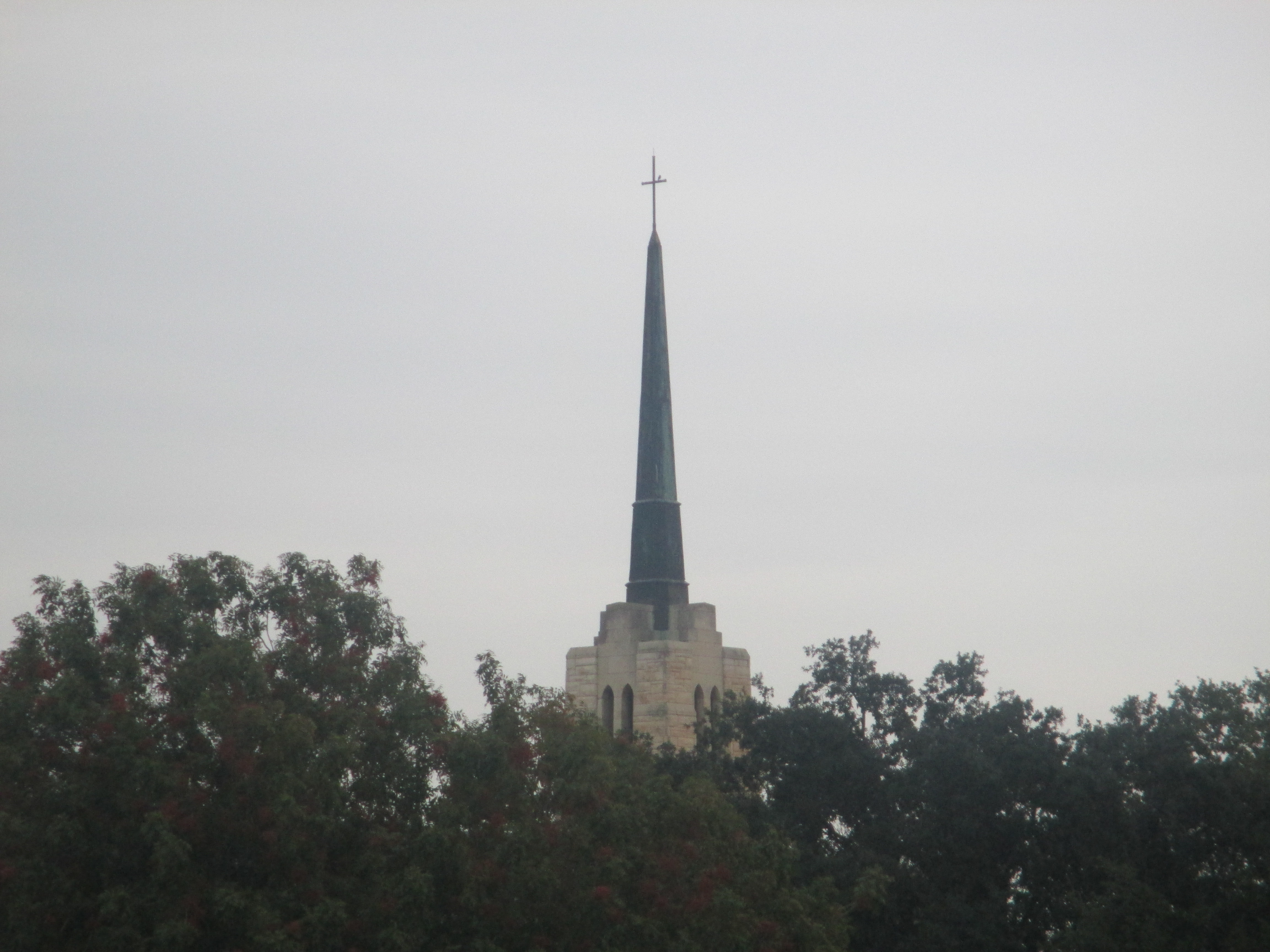
Шпиль часовни Постоянного Присутствия на территории Техасского лютеранского университета.

Основная часть города обслуживается независимым школьным округом Сегин, небольшая часть на севере города — независимым школьным округом Наварро. В городе действуют три частные христианские школы: St. James Catholic School, Christian Academy, Seguin Lifegate Christian School, и  одно дошкольное учреждение Emanuel's Lutheran Day School.
В городе находится Техасский лютеранский университет (TLU), аффилированный с Американской евангелистической лютеранской церковью. В заведении обучаются около 1400 студентов, разных рас, в том числе более 25 % испаноязычных и 10 % афроамериканцев. Всего 20 % студентов считают себя лютеранами. В 2016 году журнал U.S. News & World Report признал университет вторым в списке лучших региональных высших учебных заведений запада США.
К северу от города располагается Центр технологий центрального Техаса, входящий в систему колледжей Аламо. Центр предлагает специализированные программы обучения и приобретения навыков, необходимых для работы в крупнейших компаниях работодателях региона. Корпорация экономического развития Сегина финансирует академию технологий производства, являющуюся частью центра и предоставляющую курсы и практику школьникам старших классов

## Экономика
Согласно финансовому отчёту города за 2015 год, крупнейшими работодателями в городе являются:
| Работодатель                             | Число работников |
| ---------------------------------------- | ---------------- |
| Continental AG                           | 1395             |
| Независимый школьный округ Сегин         | 1220             |
| CMC Steel                                | 838              |
| Региональный медицинский центр Гуадалупе | 697              |
| Округ Гуадалупе                          | 514              |
| Tyson Foods                              | 472              |
| Walmart                                  | 400              |
| Техасский лютеранский университет        | 308              |
| Город Сегин                              | 279              |
| H-E-B                                    | 250              |

## Отдых и развлечения

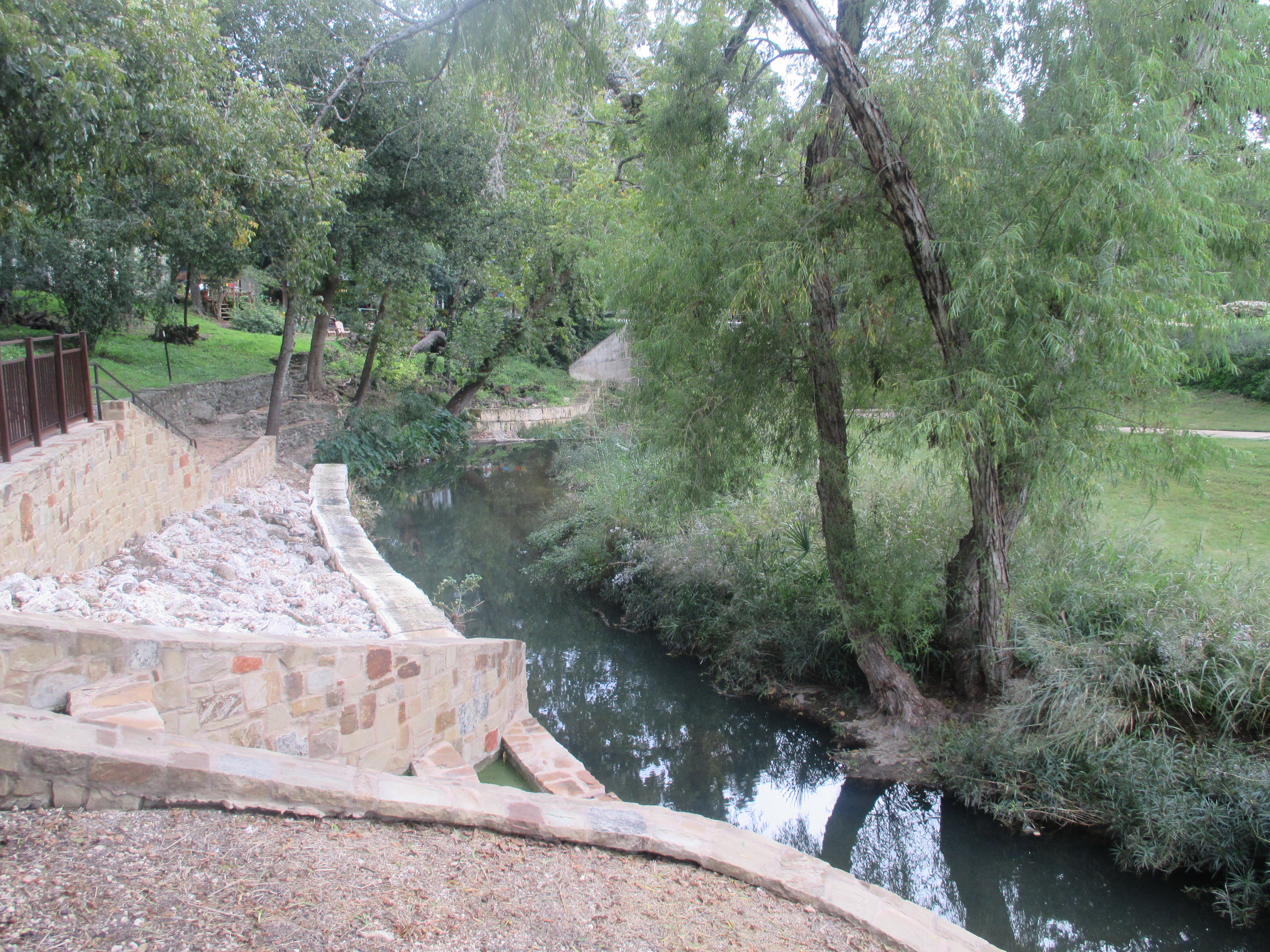
Парк Walnut Springs на реке Гуадалупе, построенный в рамках программы «Гражданский корпус охраны окружающей среды».

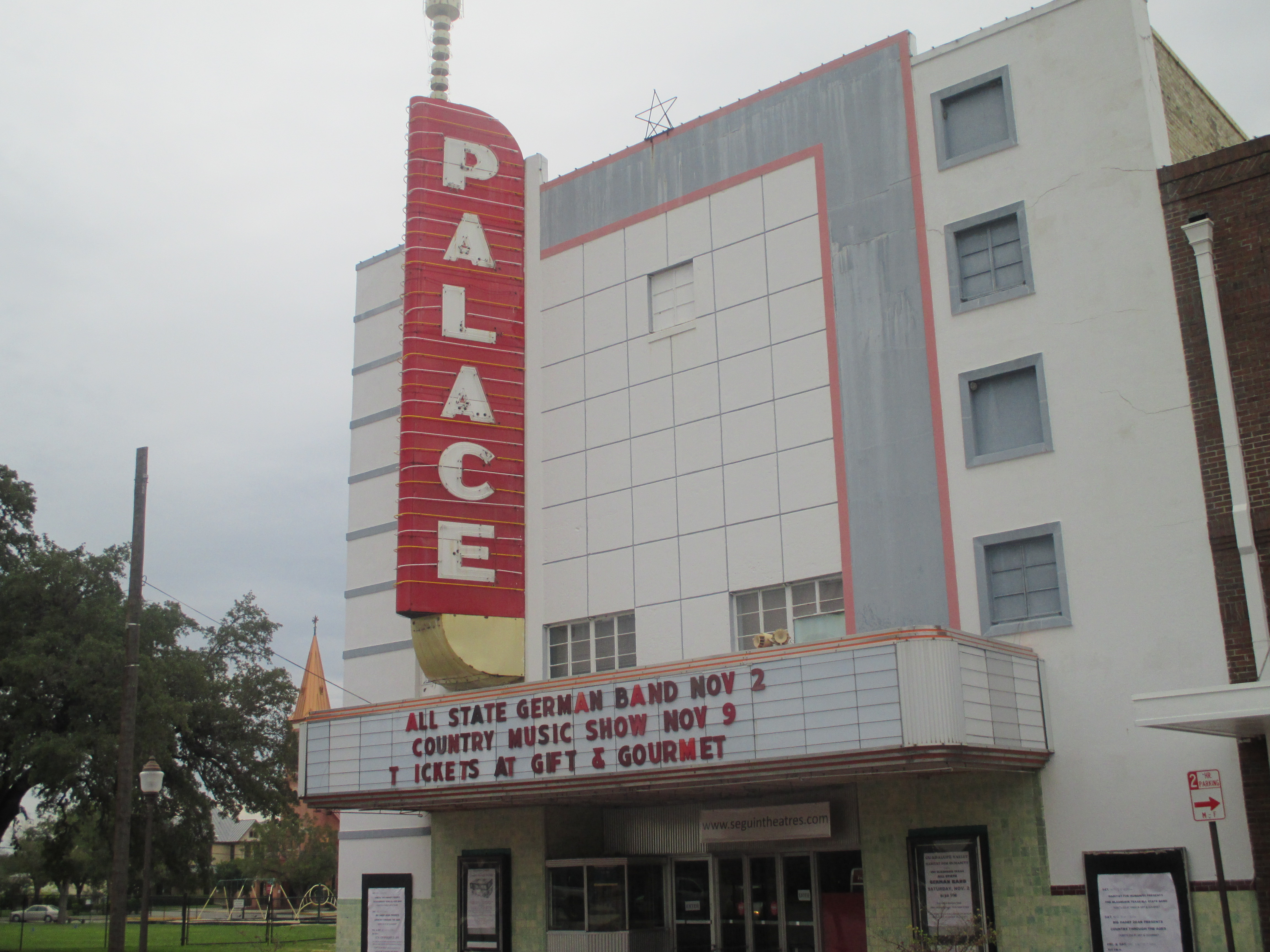
Театр The Palace Theatre в историческом центре города.

В городе и окрестностях находится несколько природных парков и озёр, в том числе Walnut Springs Park, Max Starcke Park, Park West, озёра Данлап, Сегин, МакКуини, Мидоу, Плейсид.
С историей города и округа можно ознакомиться в музеях наследия, сельхозкультуры, музее Фидлера.
Симфонический оркестр Mid-Texas Symphony, основанный профессором Техасского лютеранского университета Анитой Уиндекер, устраивает детские концерты в Сегине дважды в год.